# Magnesia (Grækenland)
 For alternative betydninger, se Magnesia. (Se også artikler, som begynder med Magnesia)
Magnesia (græsk: Μαγνησία), er et tidligere præfektur nu den regionale enhed Magnesia i   Centralgrækenland, beliggende ca. midtvejs mellem Athen og Thessaloniki.
Hovedstaden i Magnesia er byen Volos.

## Ekstern henvisning
- Magnesias historie (engelsk)

39°21′N 22°59′Ø / 39.350°N 22.983°Ø